# Anatole Adolf Ebongo
Anatole Adolf Ebongo est le deuxième directeur des douanes camerounaises post indépendance. Il est le père de Henriette Ekwe Ebongo.

## Biographie

### Enfance, éducation et débuts
Anatole Adolf Ebongo est néé le 11 août 1911 au pied d’un arbre au village de bwene au Cameroun. Il est élève de la deuxième promotion de l’Ecole Normale de Foulassi,,,. il a participé à la conférence de Foulassi sur l’hymne national, dont les auteurs sont René Jam Afane et Samuel Minkyo Bamba.

### Carrière
Il  en le second natif du Cameroun à diriger les douanes camerounaises.
Il meurt à l'age de 107 ans.